# Veduro
Veduro is een plaats (frazione) in de Italiaanse gemeente Castenaso.